# Stemonosudis molesta
Stemonosudis molesta is een straalvinnige vissensoort uit de familie van barracudinas (Paralepididae). De wetenschappelijke naam van de soort is voor het eerst geldig gepubliceerd in 1955 door Marshall.
De vis komt voor in de zuidelijke delen van de Grote Oceaan tussen Nieuw-Zeeland en Chili. De maximale lengte die van de vis is gemeten is 14,6 centimeter.